# بيتر كاولي
بيتر كاولي (بالإنجليزية: Peter Cawley)‏ هو لاعب كرة قدم بريطاني في مركز الدفاع، ولد في 15 سبتمبر 1965 في لندن في المملكة المتحدة. لعب مع كولتشستر يونايتد ونادي إكزتر سيتي ونادي بارنت ونادي بريستول روفيرز ونادي ساوثيند يونايتد ونادي فولهام ونادي ويمبلدون.

## وصلات خارجية
- بيتر كاولي على موقع قاعدة بيانات كرة القدم.إي يو (الإنجليزية)
- بيتر كاولي على موقع Soccerbase.com (لاعب) (الإنجليزية)